# Kozîn, Radîvîliv
Kozîn (în ucraineană Козин) este localitatea de reședință a comunei Kozîn din raionul Radîvîliv, regiunea Rivne, Ucraina.

## Demografie
Componența lingvistică a localității Kozîn
     Ucraineană (98,54%)
     Alte limbi (0,97%)
Conform recensământului din 2001, majoritatea populației localității Kozîn era vorbitoare de ucraineană (98,54%), existând în minoritate și vorbitori de alte limbi.